# Diacarnus tubifera
Diacarnus tubifera är en svampdjursart som beskrevs av Michelle Kelly-Borges och Jean Vacelet 1995. Diacarnus tubifera ingår i släktet Diacarnus och familjen Podospongiidae.
Artens utbredningsområde är havet kring Mikronesien. Inga underarter finns listade i Catalogue of Life.